# Athyrmella priangani
Athyrmella priangani is een vlinder uit de familie van de spinneruilen (Erebidae). De wetenschappelijke naam van de soort is voor het eerst geldig gepubliceerd in 1941 door Roepke.